# Притча о двух должниках
Притча о двух должниках — одна из притч Иисуса Христа, содержащаяся в Евангелии от Луки:

Иисус сказал: у одного заимодавца было два должника: один должен был пятьсот динариев, а другой пятьдесят, но как они не имели чем заплатить, он простил обоим. Скажи же, который из них более возлюбит его? Симон отвечал: думаю, тот, которому более простил. Он сказал ему: правильно ты рассудил.
— Лк. 7:41-43
Притча рассказана Христом в доме Симона фарисея, после того как некая грешница, узнав, что Он возлежит в доме фарисея, принесла алавастровый сосуд с миром и, став позади у ног Его и плача, начала обливать ноги Его слезами, целовать и отирать волосами, мазать миром (в те времена богатые люди мазали себе миром волосы на голове, бороду и даже все лицо; а на пиршествах для оказания кому-либо особого почета мазали и ноги). Видя это, фарисей, пригласивший Христа не гостеприимства ради, а с лукавыми намерениями, подумал: если бы Он был пророк, то знал бы, кто и какая женщина прикасается к Нему, ибо она грешница. Лк. 7:36-40

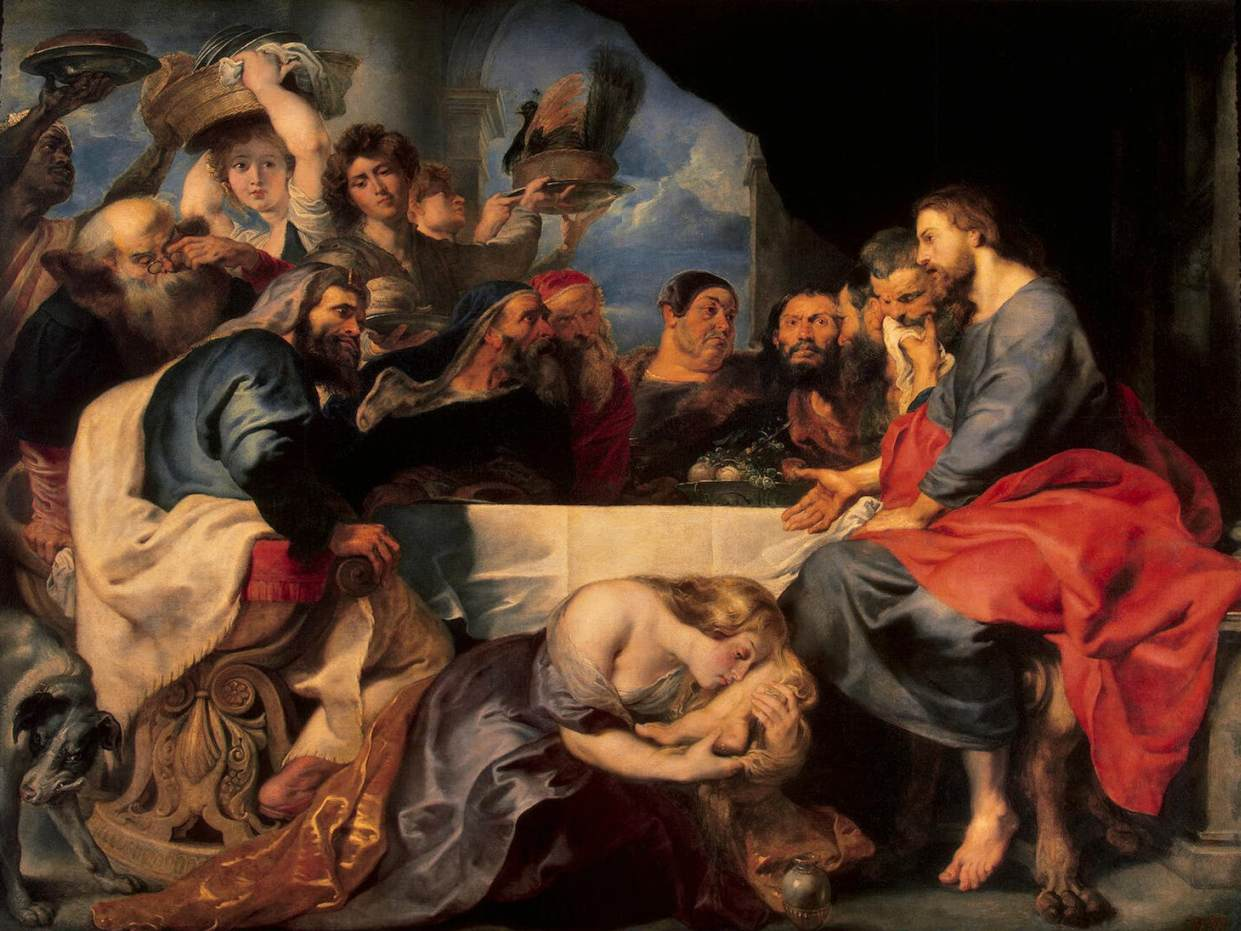
«Пир в доме Симона фарисея», Рубенс, Эрмитаж

## Богословское толкование
На примере припавшей к ногам Христа женщины, которую Симон, очевидно почитавший себя за праведника, считал недостойной чтобы позволять ей и прикасаться к себе, а также рассказанной Им притчи, Господь дал зримый образ ранее сказанных Им слов: «не здоровые имеют нужду во враче, но больные; Я пришел призвать не праведников [мнящих себя таковыми], а грешников к покаянию». Лк. 5:31-32
Из толкования Б. И. Гладкова:

Симон и все гости его должны были понять, что под заимодавцем притчи Христос разумел Самого Себя, Которому все люди должны, перед Которым все грешны, одни более, а другие менее; и никто из этих должников не может освободиться от последствий своих грехов, несмотря на слезы покаяния, если не будет прощен Заимодавцем. И если судить по-человечески, то освободившийся от множества грехов должен более и возлюбить Того, Кто простил их, а менее согрешивший и возлюбит менее, то есть будет менее благодарен Своему Освободителю; в действительности же не сила любви соразмеряется с количеством прощенных грехов, а прощение дается по силе этой любви, возрождающей грешника.